# Монастирок (Вінницький район)
Монастиро́к — село в Україні, у Немирівській міській громаді Вінницького району Вінницької області. Населення становить 268 осіб.
Село Монастирок фактично є передмістям Немирова.
За 1 км від села знаходиться станція Немирів

## Історія
Відповідно до Розпорядження Кабінету Міністрів України від 12 червня 2020 року № 707-р «Про визначення адміністративних центрів та затвердження територій територіальних громад Вінницької області» село Монастирок увійшло до складу Немирівської міської громади.
19 липня 2020 року, в результаті адміністративно-територіальної реформи та ліквідації Немирівського району, село увійшло до складу Вінницького району.

## Відомі люди
У селі народився видатний український композитор і диригент Микола Дмитрович Леонтович.